# Hadena lebruni
Hadena lebruni är en fjärilsart som beskrevs av Paul Mabille 1885. Hadena lebruni ingår i släktet Hadena och familjen nattflyn. Inga underarter finns listade i Catalogue of Life.